# Djand
Jand, Djand, Jend o Jund fou una antiga ciutat del Sirdarià inferior al Kazakhstan. Era prop de la moderna ciutat de Khizilordà (Perovsk en temps dels tsars) a la moderna república del Kazakhstan.
És esmentada per primer cop al segle x i ja en aquest temps hi havia establerts comerciants oghuz, i potser població d'aquest grup. El desert que la separava de Bukharà només es podia creuar a l'hivern quan estava nevat. La ciutat és considerada el lloc d'origen de la família Seljuk, l'ancestre dels quals Seljuk ibn Dujaj s'hauria convertit a l'islam en aquesta ciutat i va fundar la dinastia seljúcida. Al sud-est de Djand hi ha l'estepa de Katwan on el sultà seljúcida Sandjar fou derrotat el 1141 pels kara-khitai. Quan els seljúcides es van traslladar al sud, cap a Transoxina i Khorasan, va esdevenir la seu d'una branca dels oghuz manada pel yagbhu (el títol tradicional dels caps oghuz, equivalent a emir Abul Fawaris Shah Malik. L'historiador gaznèvida Bayhaki diu que el 1035 no va nevar i aquesta manca va fer que l'exèrcit del yagbhu Abul Fawaris Shah Malik no pogués evitar que l'exèrcit d'Harun, rebel a Coràsmia, envaís el Khorasan a la primavera. Shah Malik, aliat de Masud I ben Mahmud de Gazni (1030-1040), va rebre el 1038 el govern de Coràsmia, que va ocupar el 1041 Coràsmia si bé en el moment de la conquesta Masud ja havia mort, però encara es va llegir la khutba en el seu nom. El 1043 Abul Fawaris Shah Malik fou expulsat de Coràsmia pels seljúcides Toghril Beg I i Chagri Beg, que poc després van dominar també Djand que havia caigut per un temps en mans dels kiptxaks o cumans. El territori fou incorporat al soldanat oriental seljúcida de Chagri Beg, que hi va nomenar governador; sempre el poder local estava en mans de caps tribals. El 1065 Alp Arslan hi va fer una expedició. El 1133 apareix en mans d'Atsiz ibn Muhammad ibn Anuixtigin de Coràsmia com a posició de frontera i base per les seves expedicions a les estepes, però després la va perdre durant uns anys fins a 1152. El seu fill Il Arslan fou governador de Jand, i el fill d'aquest, Tekish (mort el 1200) també ho fou un temps. Al segle xii les incursions dels xas de Coràsmia contra Djand i els kiptxaks s'havien de fer a l'hivern per salvar l'obstacle del desert que només es podia creuar en aquest temps. El geògraf Yaqut al-Hamawí diu que la població era hanafita.
Fou capturada per l'exèrcit mongol de Jotxi, fill de Genguis Kan el 1220 però no fou saquejada i li va servir de base pel seu atac al Gurgan el 1221. Al-Idrisi l'esmenta com a Kojend (no s'ha de confondre amb Khodjend, molt més a l'est) i diu que era una de les tres ciutats del oghuz a la zona. Masudi expressament l'anomena Jend, però el paràgraf sembla copiat d'al-Idrisi. Carpini esmenta Lemfine, que se sospita que és la mateixa ciutat, o almenys estava situada a la rodalia. Va gaudir de certa prosperitat sota els mongols i després els kans de Txagatai. Un mapa xinès l'esmenta al segle xiv com a Jan-di. Es va despoblar al final del segle xiv.
Lerch va estudiar les seves ruïnes a la riba dreta del riu entre el fort de Kazalinsk i el Fort Numero Dos. Les ruïnes no són gaire importants, i consisteixen en una sèrie de munts i algunes tombes amb inscripcions aràbigues. Els materials foren utilitzats pels moderns kazakhs per algunes construccions.